# Reserva de la biosfera de los Valles de Omaña y Luna

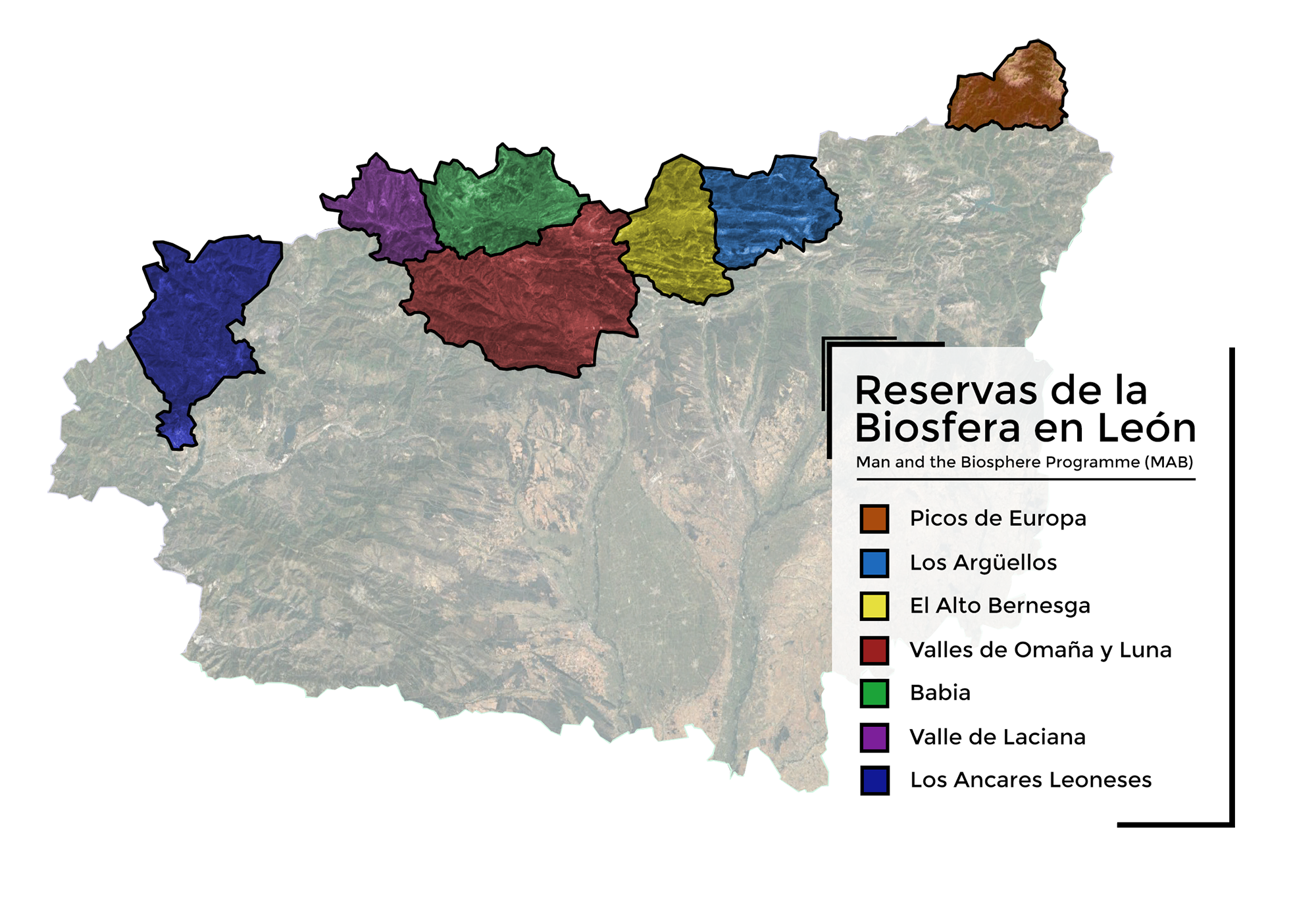
León atesora la mayor concentración de Reservas de la Biosfera en el mundo con cerca del 17% del territorio declarado.

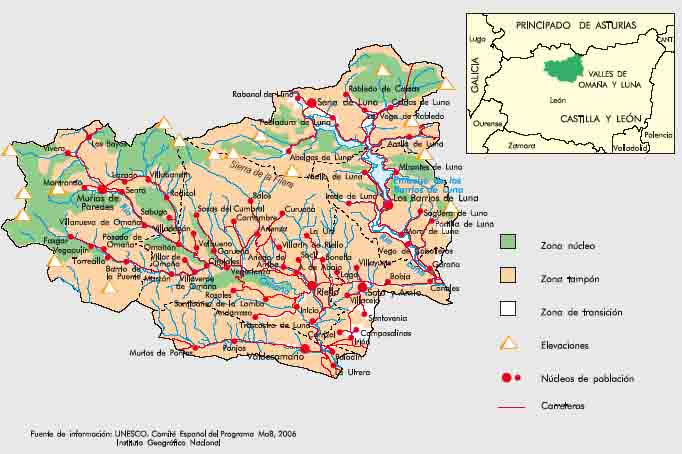
Mapa de la reserva de la biosfera de los valles de Omaña y Luna.

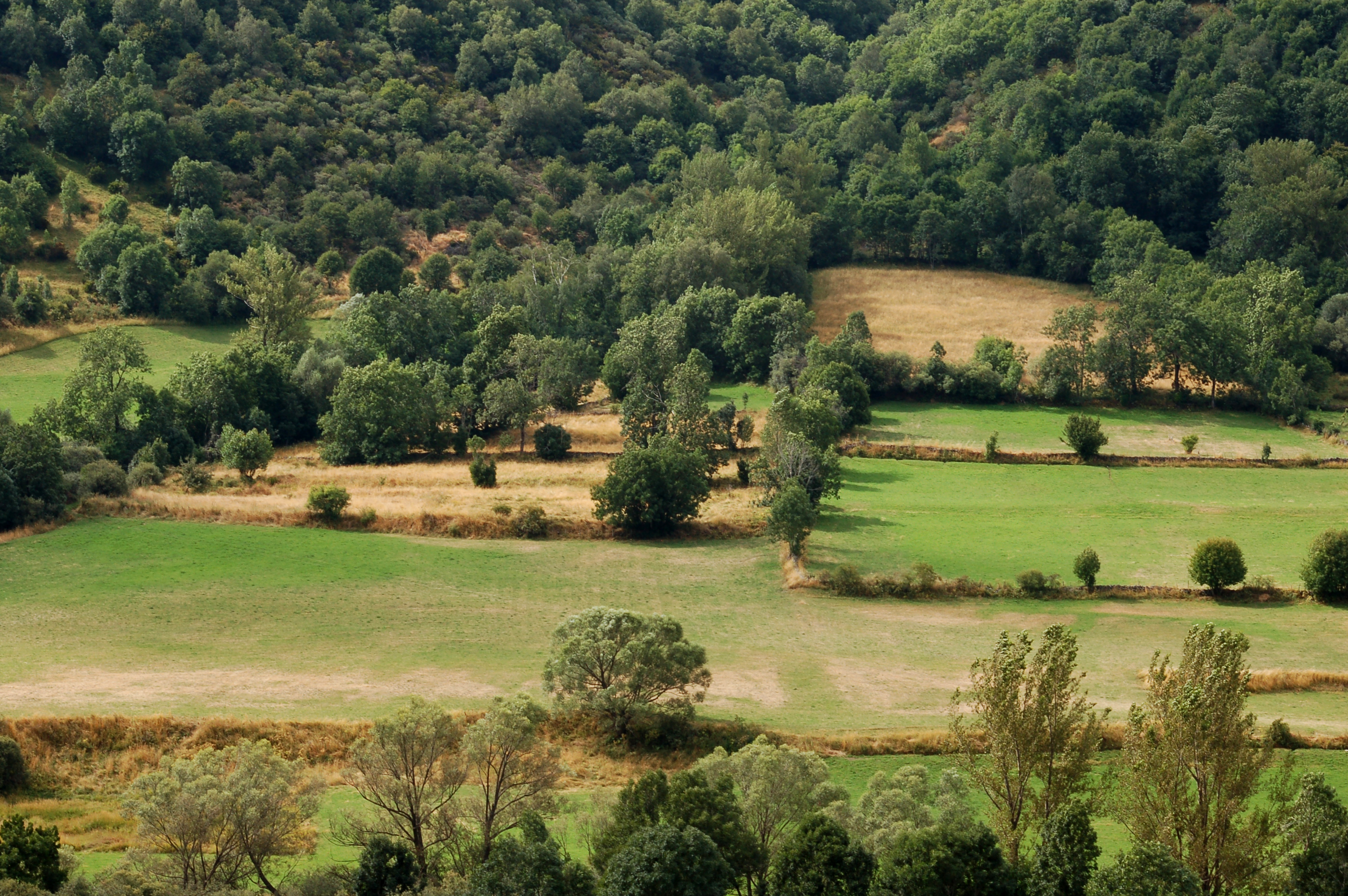
Pastos en Omaña.

La Reserva de la Biosfera de los valles de Omaña y Luna engloba las comarcas de Omaña y Luna, provincia de León, comunidad autónoma de Castilla y León, España. Creada en el año 2005, ocupa 81.159,3 hectáreas que pertenecen a los municipios de Sena de Luna, Los Barrios de Luna, Soto y Amío, Murias de Paredes,  Riello y Valdesamario. Se trata de una de las reservas que en el futuro compondrán la Gran Reserva de la Biosfera Cantábrica.

## Descripción
Localizada en las comarcas de Omaña y Luna, al noroeste de la provincia de León, se encuentra delimitada por cadenas montañosas, que constituyen el contacto entre la cordillera Cantábrica y los montes de León. Estas cadenas montañosas alcanzan alturas superiores a los 2000 metros en el suroeste, en el complejo montañoso de la sierra de la Cañada. La región incluye las cuencas del Luna y el Omaña que dan lugar a una sucesión de valles fértiles y estrechos pasajes.

## Flora y fauna
Los valles de Omaña y Luna incluyen numerosas especies de flora, muchas de ellas endémicas. Existen bosques de abedules y de roble melojo, característicos de esta región. Se encuentran también bosques ribereños; alisedas, sauces y álamos; que junto a los campos y pastos tradicionales se disponen en mosaico con los paisajes de alta montaña.
La reserva también la habitan numerosas especies de fauna, algunas de las cuales tienen su límite de distribución meridional en la región, tales como el oso pardo y el urogallo, que se encuentran en grave peligro de extinción en España. Otras especies de interés son las especies endémicas de Cantabria, como la liebre escoba y especies endémicas ibéricas como el desmán de los Pirineos.

## Ocupación humana
En la reserva se encuentran 86 núcleos de población, que se han dedicado tradicionalmente a actividades relacionadas con la agricultura y la ganadería, con la irrupción en el último siglo de la minería, dando forma al paisaje. En los últimos años se observa la decadencia de la minería del carbón y el declive de la ganadería, con un cada vez menor número de ejemplares, siendo sin embargo esta última todavía el principal medio de sustento de los habitantes de la reserva. La designación de esta zona como reserva de la biosfera se espera desarrolle una agricultura y ganadería de calidad y un turismo sostenible, basando en el rico legado artístico y en los más de 100 ejemplos de arquitectura religiosa, pertenecientes en su mayoría a la etapa barroca.